# Bitia e Epërme
Bitia e Epërme (albanska: Biti e Epërme, (serbiska: Gornja Bitinja,) är en by i Kosovo. Den ligger i kommunen Shtërpca. Enligt den senaste folkräkningen år 2011 fanns det 329 invånare.

## Demografi
| Demografi | 2011 |
| --------- | ---- |
| albaner   | 195  |
| serber    | 134  |